# Mladen Raukar
Mladen Raukar (Zagreb, 10. siječnja 1924. – Zagreb, 4. ožujka 1999.) bio je hrvatski pijanist, glazbeni pedagog te televizijski urednik i redatelj.

## Životopis
Studij glasovira završio je 1948. u razredu prof. Dore Gušić na Muzičkoj akademiji u Zagrebu, a usavršavao se kod Svetislava Stančića. Najprije je djelovao kao srednjoškolski profesor, a od 1962. na zagrebačkoj je Muzičkoj akademiji djelovao i kao viši umjetnički suradnik.
U mladim je danima bio koncertantni pijanist, kasnije pedagog i osobito cijenjen klavirski pratilac, savjetnik i interperet u izdvojenoj disciplini lieda te veliki autoritet mnogim naraštajima pjevača na Muzičkoj akademiji.
Kao solist i pratilac nastupao je u domovini i inozemstvu, a kao čembalist ansambla za baroknu glazbu Collegium musicum gostovao je u Sovjetskom Savezu i mnogim europskim državama. Od ranih je 1950-ih sudjelovao u programima Radio Zagreba, a od 1958. bio je angažiran kao voditelj, redatelj i urednik emisija ozbiljne glazbe tadašnje Radiotelevizije Zagreb. Kao televizijski redatelj ostvario je velik broj televizijskih serijala (Moments musicaux, Mali komorni koncert, Muzika za vas), pojedinačnih emisija posvećenih glazbi (Muzika i poezija baroka, Odbljesci galantnog razdoblja) te izravnih prijenosa koncerata i drugih glazbenih manifestacija. Bio je i simultani prevoditelj za njemački, talijanski, francuski i engleski jezik.
Bio je član te u dva navrata i predsjednik Hrvatskog društva glazbenih umjetnika: od 1972. do 1977. i od 1981. do 1983. godine.

## Ostalo
- "U raljama života" (1984.)

## Vanjske poveznice
- Mladen Raukar u internetskoj bazi filmova IMDb-u (engl.)